# Obereopsis masaica
Obereopsis masaica là một loài bọ cánh cứng trong họ Cerambycidae.